# عبد الناصر (اسم)
عبد الناصر هو اسم علم مركب مذكر عربي. والناصر: هو الله المعين؛ معين المظلوم على الظالم، وينتصر لصاحب الحق، وقد كثر استعمال الاسم إبان شهرة الزعيم العربي جمال عبد الناصر.